# Сердюк Юрій Васильович
Юрій Васильович Сердюк (нар. 25 жовтня 1955) — радянський та український футболіст та футзаліст, що грав на позиції нападника. Відомий за виступами у низці українських та молдовських клубів другої ліги та у клубі української вищої футзальної ліги «Случ».

## Клубна кар'єра
Юрій Сердюк розпочав виступи на футбольних полях у складі аматорської команди «Труд» із Бєльців у 1973 році. У цьому ж році футболіста запросили до клубу першої ліги «Ністру» з Кишинева, проте молодий футболіст грав там виключно за дублюючий склад, у тому числі після виходу кишинівської команди до вищої ліги, і чемпіонат 1974 року догравав у складі команди другої ліги «Харчовик» з Бендер. Кілька років футболіст грав на аматорському рівні, а в 1978—1979 роках грав у друголіговій команді «Старт» (пізніше «Автомобіліст») з Тирасполя. Під час сезону 1979 року Юрій Сердюк перейшов до складу іншої друголігової команди «Авангард» з Ровно. У цій команді в перші роки виступів футболіст був гравцем основного складу, проте з сезону 1981 року він втратив місце в основі команди, тому й не отримав бронзових нагород за третє місце в чемпіонаті УРСР 1981 року. У 1982 році Сердюк грав у команді «Зірка» з Кіровограда, проте там також не став гравцем основного складу.
У 1983 році Юрій Сердюк став гравцем іншої команди другої ліги «Торпедо» з Луцька. У перший же сезон у новій команді він не тільки став гравцем осного складу команди, а й став її кращим бомбардиром, забивши у 49 матчах чемпіонату 14 м'ячів. Проте вже наступного сезону Сердюк втратив місце в основному складі команди, і зіграв лише 8 матчів у чемпіонаті, після чого покинув клуб. Тривалий час футболіст грав лише в аматорських клубах. зокрема в 1990 році грав у складі «Случа» з Березного.
Після проголошення незалежності України Юрій Сердюк розпочав грати у футзал. Протягом 1993 року він грав за нижчоліговий футзальний клуб «Маїр» з Токмака, а в 1994 році став гравцем клубу «Случ» із Рівного, який спочатку грав у першій лізі, а з початку сезону 1994—1995 років грав уже у вищій українській футзальній лізі. Усього за «Случ» Юрій Сердюк зіграв 18 матчів, після чого завершив виступи на футбольних полях.